# Enchenopa squamigera
Enchenopa squamigera är en insektsart som beskrevs av Carl von Linné. Enchenopa squamigera ingår i släktet Enchenopa och familjen hornstritar. Inga underarter finns listade i Catalogue of Life.